# Maksim Szuwałow
Maksim Aleksiejewicz Szuwałow, ros. Максим Алексеевич Шувалов (ur. 23 kwietnia 1993 w Rybińsku, zm. 7 września 2011 w Jarosławiu) – rosyjski hokeista.

## Kariera
Był wychowankiem klubu HK Połet Rybińsk. Od 2010 występował w juniorskim zespole Łoko Jarosław, w rozgrywkach MHL. Od 2011 przesunięty do pierwszego zespołu Łokomotiw Jarosław w lidze KHL.
Zginął 7 września 2011 w katastrofie samolotu pasażerskiego Jak-42D w pobliżu Jarosławia. Wraz z drużyną leciał do Mińska na inauguracyjny mecz ligi KHL sezonu 2011/12 z Dynama Mińsk. Był najmłodszą ofiarą wśród hokeistów z tego lotu.

## Sukcesy
Reprezentacyjne
- Brązowy medal mistrzostw świata juniorów do lat 18: 2011